# One Year of Love
One Year Of Love è un brano musicale dei Queen scritto dal bassista John Deacon e tratto dall'album del 1986 A Kind of Magic, del quale è anche l'ultimo singolo promozionale estratto. È una delle colonne sonore del film Highlander - l'ultimo immortale.
In questa canzone non partecipa Brian May. Deacon ha deciso di sostituire la chitarra con un assolo di sassofono dopo una discussione avuta con May.

## Tracce

### Edizione 2010: The Singles Collection Volume 3
1. One Year of Love - 4:29 (Deacon)
2. Gimme the Prize - 4:35 (May)

## Formazione
Gruppo
- Freddie Mercury - voce, cori
- John Deacon - basso, sintetizzatore, drum machine
- Roger Taylor - tamburello

Altri musicisti
- Steve Gregory - sassofono

## Lato B
Il lato B del singolo è Gimme the Prize (il cui sottotitolo è Kurgan's Theme); il brano è stato scritto da Brian May ed anch'esso è presente nella colonna sonora per il film "Highlander - l'ultimo immortale".

## Altre versioni
- Nel 2002, negli Stati Uniti è uscito il box set "HIghlander Immortal Edition", dove all'interno, oltre al dvd del film, è presente un cd ufficiale con tre tracce; una di queste ė "One Year of Love" versione estesa. Al momento è l'unica pubblicazione di questa versione ufficialmente distribuita.
- È stata cantata da Elaine Paige nel 1986 e dalla cantante olandese Stevie Ann, nel 2006.